# Juegos Paralímpicos de Invierno
Los Juegos Paralímpicos de Invierno son un evento multideportivo cuatrienal para atletas con discapacidades físicas, mentales y sensoriales, que se dedican a los deportes de invierno, practicados en el hielo o la nieve; por ello, la denominación de estas Paralimpiadas obedece a la intención de diferenciarlas de los Juegos Paralímpicos de Verano. En los Juegos están incluidos los atletas con discapacidades motoras, amputaciones, ceguera y parálisis cerebral, quedando aparte las personas con deficiencias mentales, que compiten en los Juegos Olímpicos Especiales.

## Ediciones celebradas
| Juegos | Año  | Ciudad anfitriona                 | Fechas                 | Países | Deportistas | Deportistas | Deportistas | Deportes | Pruebas | País con más preseas de oro |
| Juegos | Año  | Ciudad anfitriona                 | Fechas                 | Países | Total       | Hombres     | Mujeres     | Deportes | Pruebas | País con más preseas de oro |
| ------ | ---- | --------------------------------- | ---------------------- | ------ | ----------- | ----------- | ----------- | -------- | ------- | --------------------------- |
| I      | 1976 | Örnsköldsvik, Suecia              | 21-28 de febrero       | 16     | 53          |             |             | 2        | 63      | Alemania Occidental         |
| II     | 1980 | Geilo, Noruega                    | 1-7 de febrero         | 18     | 299         |             |             | 2        | 53      | Noruega                     |
| III    | 1984 | Innsbruck, Austria                | 14-20 de enero         | 21     | 419         |             |             | 3        | 107     | Austria                     |
| IV     | 1988 | Innsbruck, Austria                | 18-25 de enero         | 22     | 377         |             |             | 4        | 97      | Noruega                     |
| V      | 1992 | Tignes y Albertville, Francia     | 25 de marzo-1 de abril | 24     | 365         | 288         | 77          | 3        | 78      | Estados Unidos              |
| VI     | 1994 | Lillehammer, Noruega              | 10-19 de marzo         | 31     | 471         |             |             | 5        | 133     | Noruega                     |
| VII    | 1998 | Nagano, Japón                     | 5-14 de marzo          | 32     | 571         |             |             | 5        | 122     | Noruega                     |
| VIII   | 2002 | Salt Lake City, Estados Unidos    | 7-16 de marzo          | 36     | 416         |             |             | 4        | 92      | Alemania                    |
| IX     | 2006 | Turín, Italia                     | 10-19 de marzo         | 39     | 486         |             |             | 5        | 58      | Rusia                       |
| X      | 2010 | Vancouver y Whistler, Canadá      | 12-21 de marzo         | 44     | 506         |             |             | 5        | 64      | Alemania                    |
| XI     | 2014 | Sochi, Rusia                      | 7-16 de marzo          | 45     | 550         |             |             | 6        | 72      | Rusia                       |
| XII    | 2018 | Pieonchang, Corea del Sur         | 9-18 de marzo          | 49     | 569         |             |             | 6        | 80      | Estados Unidos              |
| XIII   | 2022 | Pekín, China                      | 4-13 de marzo          | 46     | 564         |             |             | 6        | 78      | China                       |
| XIV    | 2026 | Milán y Cortina d'Ampezzo, Italia | 6-15 de marzo          |        |             |             |             |          |         |                             |
| XV     | 2030 | Alpes franceses, Francia          | 1-10 de marzo          |        |             |             |             |          |         |                             |
| XVI    | 2034 | Salt Lake City, Estados Unidos    | 10-19 de marzo         |        |             |             |             |          |         |                             |

## Medallero histórico
El medallero de los Juegos Paralímpicos de Invierno presenta todas las medallas entregadas a los deportistas ganadores de los eventos de cada una de las ediciones.
Las medallas aparecen agrupadas por los Comités Paralímpicos Nacionales participantes y se ordenan de forma decreciente contando las medallas de oro obtenidas; en caso de haber empate, se ordena de igual forma contando las medallas de plata y, en caso de mantenerse la igualdad, se cuentan las medallas de bronce. Si dos equipos tienen la misma cantidad de medallas de oro, plata y bronce, se listan en la misma posición y se ordenan alfabéticamente.

## Medallero
| # Pos | País                           | Oro | Plata | Bronce | Total |
| ----- | ------------------------------ | --- | ----- | ------ | ----- |
| 1     | Noruega                        | 136 | 106   | 85     | 327   |
| 2     | Alemania                       | 127 | 122   | 109    | 358   |
| 3     | Estados Unidos                 | 113 | 127   | 83     | 315   |
| 4     | Austria                        | 104 | 115   | 113    | 332   |
| 5     | Rusia                          | 84  | 88    | 51     | 233   |
| 6     | Finlandia                      | 77  | 49    | 62     | 188   |
| 7     | Francia                        | 59  | 55    | 49     | 157   |
| 8     | Suiza                          | 53  | 55    | 48     | 156   |
| 9     | Canadá                         | 51  | 47    | 65     | 165   |
| 10    | Ucrania                        | 27  | 41    | 44     | 112   |
| 11    | Suecia                         | 26  | 33    | 41     | 100   |
| 12    | Japón                          | 23  | 32    | 35     | 90    |
| 13    | Nueva Zelanda                  | 16  | 6     | 9      | 31    |
| 14    | Eslovaquia                     | 15  | 21    | 19     | 54    |
| 15    | España                         | 15  | 16    | 12     | 43    |
| 16    | Italia                         | 14  | 22    | 30     | 61    |
| 17    | Australia                      | 12  | 6     | 16     | 34    |
| 18    | Polonia                        | 11  | 6     | 27     | 44    |
| 19    | Equipo Unificado               | 10  | 8     | 3      | 21    |
| 19    | Atletas Paralímpicos Neutrales | 8   | 10    | 6      | 24    |
| 20    | Bielorrusia                    | 8   | 8     | 16     | 34    |
| 21    | Países Bajos                   | 6   | 7     | 5      | 18    |
| 22    | República Checa                | 5   | 5     | 5      | 15    |
| 23    | Checoslovaquia                 | 3   | 5     | 2      | 10    |
| 24    | Reino Unido                    | 2   | 13    | 20     | 35    |
| 25    | Dinamarca                      | 2   | 1     | 3      | 6     |
| 26    | Corea del Sur                  | 1   | 2     | 2      | 5     |
| 27    | Kazajistán                     | 1   | 1     | -      | 2     |
| 27    | Croacia                        | 1   | -     | 1      | 2     |
| 28    | China                          | 1   | -     | -      | 1     |
| 28    | Unión Soviética                | -   | -     | 2      | 2     |
| 28    | Bélgica                        | -   | -     | 2      | 2     |
| 29    | Liechtenstein                  | -   | -     | 1      | 1     |
| 29    | Estonia                        | -   | -     | 1      | 1     |
| 29    | Yugoslavia                     | -   | -     | 1      | 1     |